# Francevillit

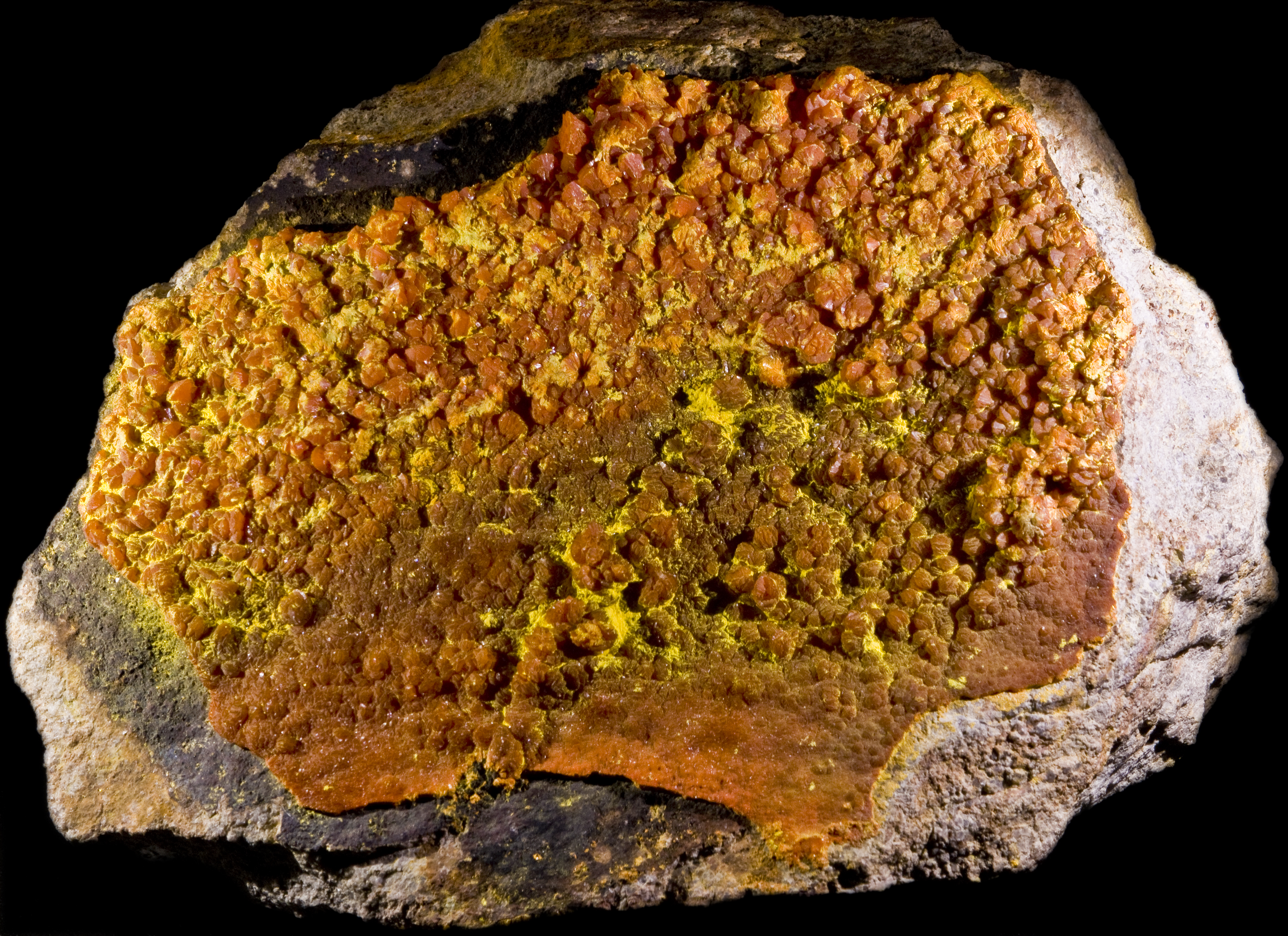
Francevillit

Francevillitul este un mineral de tip vanadat hidratat de uranil, bariu și plumb care are formula chimică (Ba,Pb)(UO2)2V2O8·5(H2O).